# Pałac chanów krymskich
Kompleks pałacowy chanów krymskich w Bakczysaraju – pałac, miejsce zamieszkania większości chanów krymskich oraz centrum władzy Chanatu Krymskiego.
Kompleks otoczony murami znajduje się na lewym brzegu rzeki Churuk-Su i składa się z dwóch bram, Wielkiego Meczetu Chan-Dżami, pałacu głównego, wieży Sokoła, cmentarza chanów, haremu, ogrodów perskich oraz innych zabudowań. Obecnie terytorium pałacu z ogrodami zajmuje około 4,3 hektara, co stanowi mniej niż 25% pierwotnej powierzchni. Jest jednym z trzech muzułmańskich kompleksów pałacowych zachowanych w Europie. Dwa pozostałe to Topkapı w Stambule oraz Alhambra w Granadzie. Od XVIII wieku pałac był miejscem m.in. wypoczynku rosyjskiej rodziny carskiej.
W 2003 roku pałac został wpisany na ukraińską listę informacyjną UNESCO – listę obiektów, które Ukraina zamierza rozpatrzyć do zgłoszenia do wpisu na listę światowego dziedzictwa UNESCO.

## Historia powstania
Pałac został zbudowany w pierwszej połowie XVI wieku przez jeńców pojmanych w czasie wypraw Tatarów na ziemie Rusi oraz obecnej Ukrainy na rozkaz ówczesnego chana Sahiba I Gireja. Prace prowadzone były pod nadzorem osmańskich, perskich oraz włoskich architektów. Wraz z tworzeniem pałacu chan rozpoczął budowę całego miasta Bakczysaraj jako nowej stolicy. Budowę kompleksu zapoczątkowano najprawdopodobniej w 1532 roku. Pierwszym stawianym obiektem był Wielki Meczet Chan-Dżami, który do XVII wieku nazywany był Meczetem Chana Sahib Gireja. Kompleks był wielokrotnie przebudowywany, prawie każdy z chanów zmieniał jego część, dobudowywał nowe lub burzył i budował od nowa inne budynki. W 1736 roku duża część kompleksu została zniszczona przez pożar. Współczesny kształt zachował się właśnie z tego okresu, odbudowy pałacu i większości budynków przez chana Selameta II Gireja.

### Po upadku Chanatu
W 1774 roku, w wyniku podpisanych porozumień pomiędzy Rosją a Turcją (Traktat w Küczük Kajnardży), Chanat krymski stał się w zasadzie rosyjskim protektoratem. W 1783 roku Rosja zaanektowała Krym. Ostatni chan Şahin Girej opuścił pałac i udał się na emigrację. Kompleks przeszedł na własność rosyjskiego Ministerstwa Spraw Wewnętrznych, w której pozostawał do 1917 roku. Pałac był wtedy w zasadzie niedostępny, ponieważ był odwiedzany przez członków rodziny carskiej. 20 maja 1787 roku odwiedziła go Katarzyna II Wielka. Przebywała w nim trzy dni. W związku z jej przyjazdem przebudowano część pałacu i sprowadzono meble oraz dzieła sztuki z Rosji. W późniejszych latach w pałacu bywali też inni członkowie rodziny carskiej. Między innymi w 1818 roku Aleksander I Romanow, w 1837 roku Aleksander II Romanow, a także Mikołaj II Romanow. W okresie wojny krymskiej (1854–1855) w pałacu znajdował się szpital polowy, w którym częste wizyty składał Nikołaj Pirogow.

### Wielcy poeci a kompleks pałacowy chanów krymskich

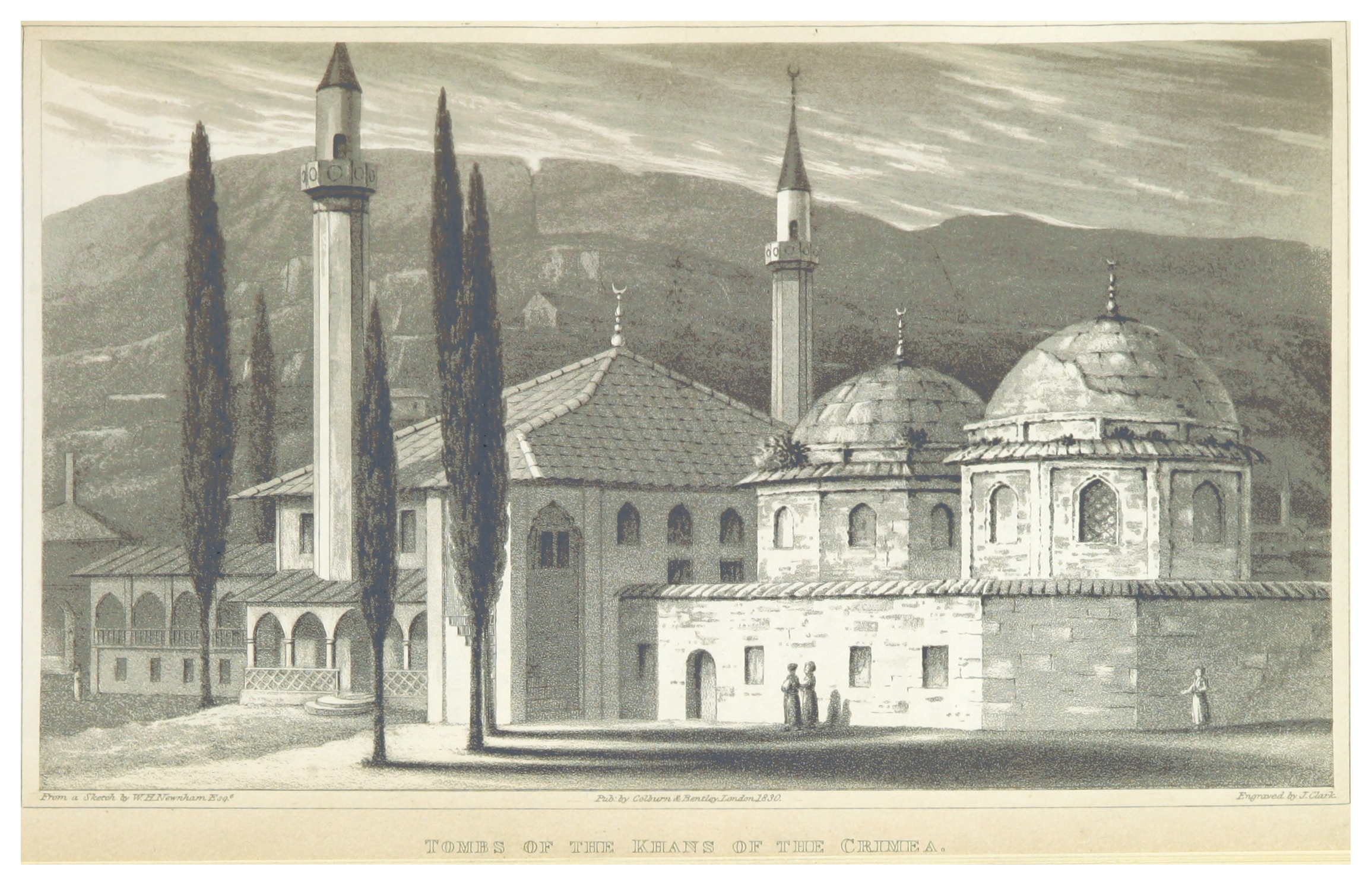
Pałac chanów krymskich w 1830 roku

7 września 1820 roku kompleks pałacowy odwiedził Aleksandr Puszkin. Z jego wizytą związana jest legenda, wedle której Puszkin ułożył dwie róże, białą i czerwoną, w Fontannie łez. Rezultatem jego pobytu w Bachczysaraj było wydanie w 1824 roku Fontanny Bakczysaraju (Бахчисарайского фонтана). Adam Mickiewicz odwiedził miasto i pałac na jesieni 1825 roku. Kilka z sonetów krymskich wydanych w 1826 roku – Bakczysaraj, Bakczysaraj w nocy, Grób Potockiej, Mogiły haremu – opisuje pałac i miasto.

### Kompleks pałacowy jako muzeum

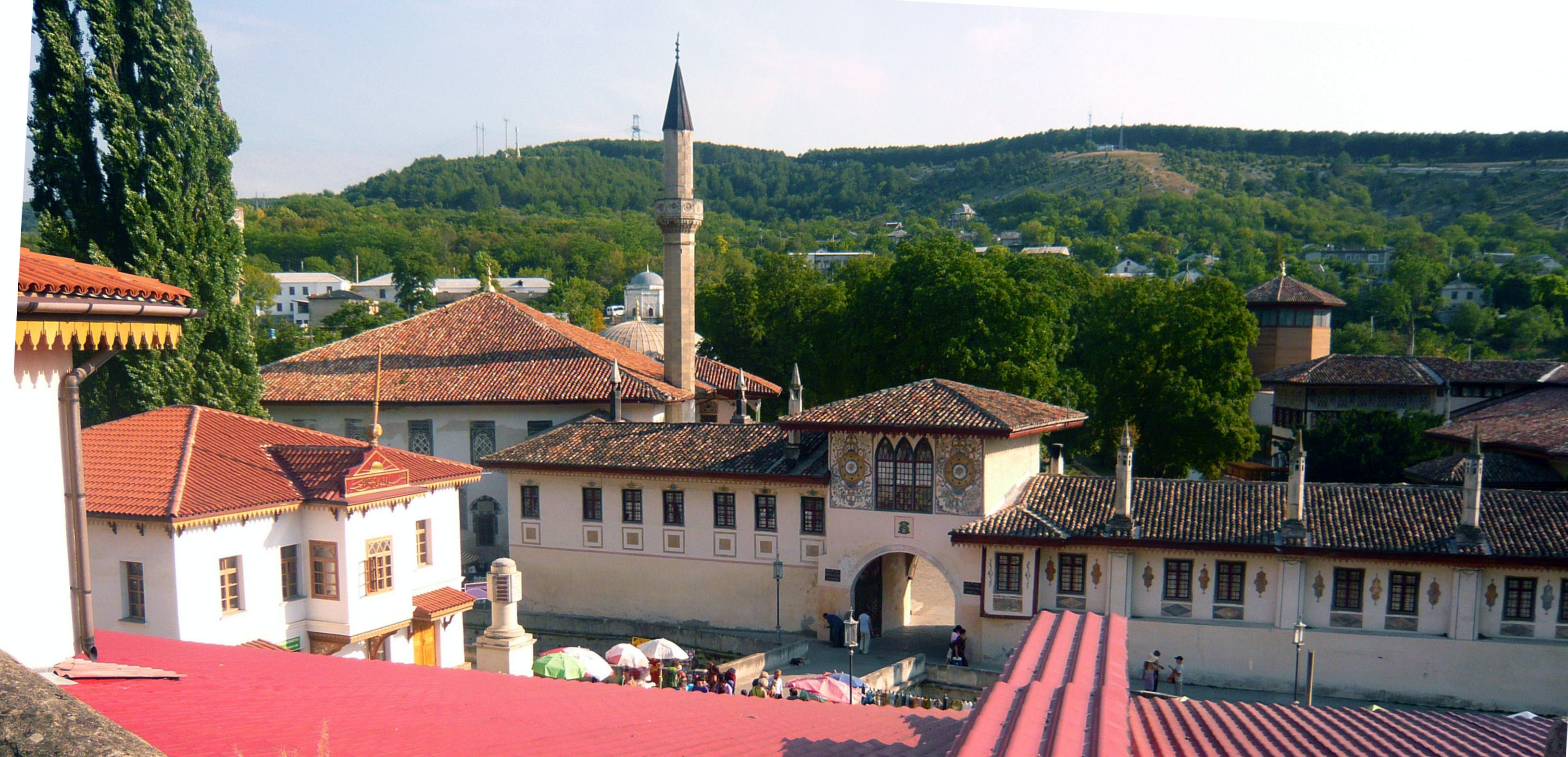

Pierwsze muzeum w kompleksie pałacowym zostało otwarte w 1908 roku. W czasie rewolucji w 1917 roku lokalne władze miały kilka pomysłów na wykorzystanie kompleksu pałacowego dla ludu. Jednak dzięki staraniom tatarskiego artysty Huseina Bodanińskiego, który przekonał władze prowincji, w pałacu zorganizowano Muzeum Historii i Kultury Tatarów krymskich. W 1955 roku nazwa muzeum zostało zmienione na muzeum historyczno-archeologiczne, a w 1979 roku na muzeum historyczno-architektoniczne. Od lat 30. XX wieku w kompleksie pałacowym prowadzone są prace konserwatorskie. W 1991 roku w nowo powstałej Ukrainie został utworzony bachczysarajski państwowy, historyczno-kulturalny zespół muzealny. W jego skład wchodzą m.in. Muzeum Historii i Kultury Tatarów Krymskich (właściwy pałac), Muzeum Malarstwa, Muzeum Etnograficzne. W 2003 roku rozpoczęto nowy etap przywracania pałacu do jego pierwotnego stanu. Prowadzone są prace pod ścisłym nadzorem konserwatorskim.

## Lista UNESCO
W 2003 roku pałac został wpisany na ukraińską listę informacyjną UNESCO – listę obiektów, które Ukraina zamierza rozpatrzyć do zgłoszenia do wpisu na listę światowego dziedzictwa UNESCO.
Na początku października 2018 rada wykonawcza UNESCO zdecydowało o powołaniu misji, która ma skontrolować stan dziedzictwa kulturowego na okupowanym przez Rosjan Krymie. Według władz Ukrainy Rosjanie niszczą zabytki na półwyspie, zwłaszcza związane z historią Tatarów krymskich, w tym pałac chanów, niszczony pod pretekstem restauracji. Ukraina prowadzi śledztwo w sprawie tych prac restauracyjnych. Efekty monitoringu mają być przedstawione w październiku 2019.
W październiku 2019 komisja UNESCO poinformowała o przedłużeniu o rok badań nad stanem dziedzictwa kulturowego na Krymie.